# IC 308
IC 308 — галактика типу S0 (спіральна галактика) у сузір'ї Персей.
Цей об'єкт міститься в оригінальній редакції індексного каталогу.